# 바이올린 협주곡 4번 (모차르트)
바이올린 협주곡 4번 D 장조(K. 218)는 볼프강 아마데우스 모차르트가 1775년에 잘츠부르크에서 작곡한 바이올린 협주곡이다. 전체 연주시간은 약 25분 정도이다.
다음과 같이 세 악장으로 구성되어 있다.
1. 알레그로
2. 안단테 칸타빌레
3. 론도 (안단테 그라치오소 - 알레그로 마 논 트로포)